# Мусалаєв Тулпар Оздемирович
Тулпар Оздемирович Мусалаєв (рос. Тулпар Оздемирович Мусалаєв; 18 грудня 1983, Альбурикент, Дагестан — 19 травня 2016, Південна Осетія, Грузія) — російський офіцер, майор ЗС РФ, учасник війни на Донбасі. Герой Російської Федерації.

## Біографія
Народився в селищі Альбурикент, проживав у Хасав'юрті, за національністю кумик.
Закінчив Казанське вище військове командне училище. Після закінчення училища два роки служив у Чечні, з 2008 року — у Владикавказі у в/ч 20634 (19-а окрема мотострілецька бригада). Брав участь у війні с Грузією. 2009 року отримав звання капітана.
З 2014 року служив у 18-й окремій мотострілецькій бригаді (в/ч 27777).
У 2015 році у званні майора було переведено на штабну посаду у штабі 58-ї армії.
За даними українських журналістів, військовослужбовці 18-ї окремої мотострілецької бригади, в якій служив Мусалаєв, брали участь у війні на сході України.
У травні 2016 року був направлений до Південної Осетії на польові збори для офіцерів вищої ланки та командирів батальйонів бригад 58-ї армії. 19 травня 2016 року Мусалаєв загинув внаслідок падіння пасажирського автобуса російської військової бази, який прямував дорогою Цхінвалі — Ахалґорі. Сталася аварія в районі села Горет у Південній Осетії. З 24 офіцерів, які перебували в автобусі, серед яких був Мусалаєв, шестеро людей загинуло.
Похований в рідному селищі.

## Нагороди
- Герой Російської Федерації (25 грудня 2014 року) — за виконання спеціального завдання[2];
- Медаль «За військову доблесть» 2 ступеня;
- Медаль «Учасник бойових дій на Північному Кавказі»;
- Медаль «За відмінність у військовій службі» ІІІ ступеня